# Jiří Michný
Jiří Michný (13. února 1935 Ostrava – 25. srpna 1971 Ostrava) byl český herec.

## Život
Vystudoval herectví na DAMU (1958). Poté byl členem činoherního souboru plzeňského Divadla J. K. Tyla.
Byl prvním manželem herečky Jany Hlaváčové, se kterou měl dceru Terezu (* 1963). Hlaváčová si později vzala herce Luďka Munzara, a ten si ji osvojil a vychovával.
V roce 1966 odešel do invalidního důchodu. V roce 1971 zemřel ve věku 36 let (dceři Tereze bylo osm let).

## Filmografie
- Smrt v sedle (1958) – žokejský učeň Jirka
- Obžalovaný (1964) – svědek Rezek